# Sean Gunn

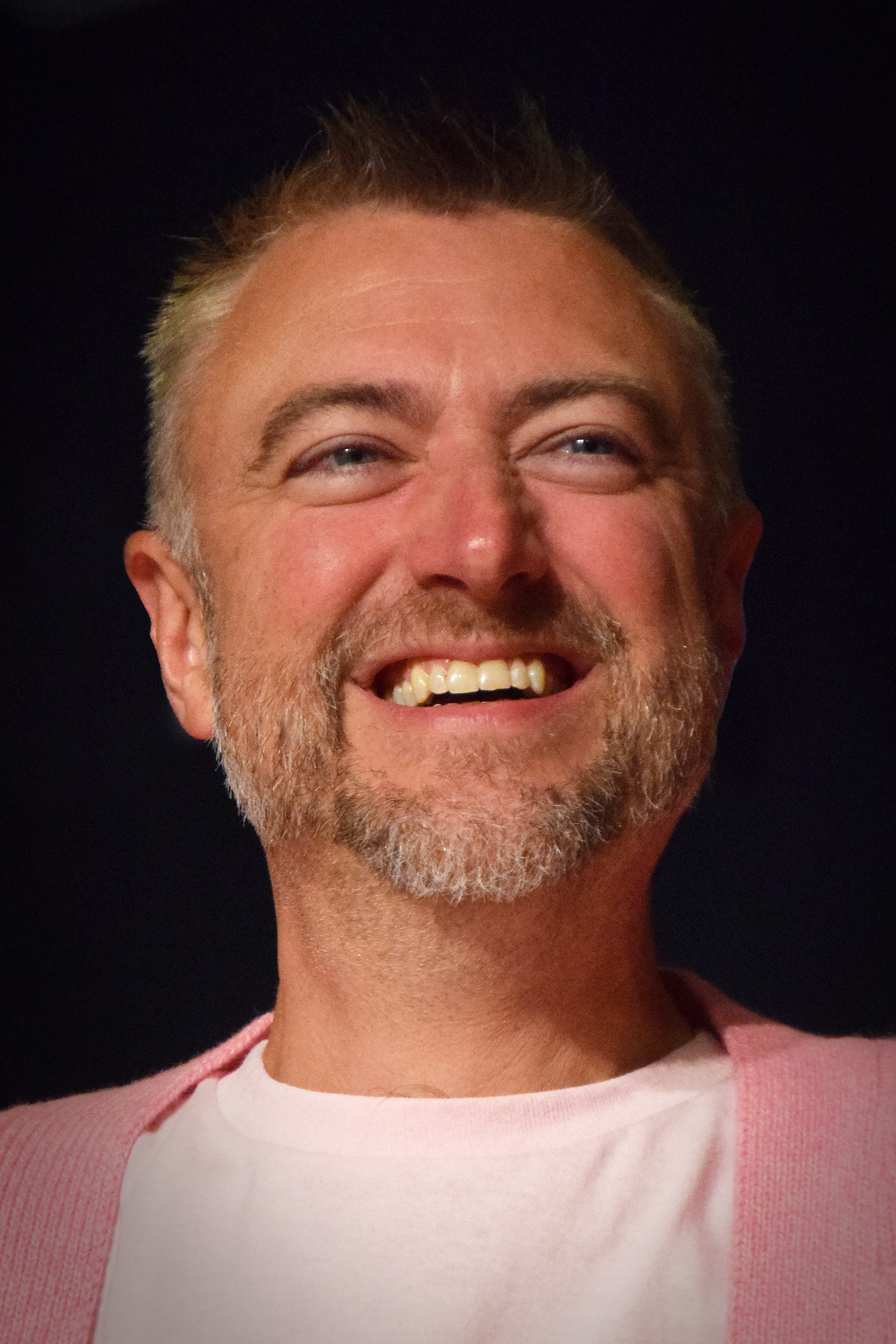
Sean Gunn (2023)

Sean Gunn (* 22. Mai 1974 in St. Louis, Missouri) ist ein US-amerikanischer Schauspieler.

## Leben und Karriere
Er ist das jüngste von sechs Kindern und hat vier ältere Brüder, darunter James, die alle in der Unterhaltungsbranche tätig sind. Seine einzige Schwester arbeitet als Anwältin.
Sean Gunn besuchte die Goodman School of Drama und lebte nach seinem Abschluss zwei Jahre in Chicago, wo er eine Theatergruppe gründete und bei zahlreichen Produktionen Regie führte. Um seinen Traum, Schauspieler zu werden, wahr zu machen, zog er schließlich nach Los Angeles und übernahm Gastrollen in Serien wie Angel – Jäger der Finsternis und Hinterm Mond gleich links. In dem Film Pearl Harbor spielte er eine kleine Rolle als Matrose. Auch in der Serie True Jackson hatte er in einer Folge eine kleine Rolle.
Sean Gunns bekannteste Rolle ist die des Exzentrikers Kirk in der Erfolgsserie Gilmore Girls. Zunächst trat Sean Gunn in der zweiten Folge von Gilmore Girls als DSL-Installateur Mick auf, übernahm dann aber im Laufe der ersten Staffel die Rolle des Kirk.
2014 war er im Marvel-Erfolgsfilm Guardians of the Galaxy in der Rolle des Kraglin zu sehen und außerdem für das Motion Capturing der Figur Rocket Raccoon verantwortlich. 2017 übernahm er diese Rollen erneut in der Fortsetzung Guardians of the Galaxy Vol. 2. Bei beiden führte sein Bruder James Regie. Die beiden arbeiteten zuvor bei der Webserie James Gunn’s PG Porn (2008–2009), dem Film Super – Shut Up, Crime! (2010) und der Pilotfolge zur Serie Humanzee! (2008) zusammen.
2021 hatte er eine Rolle in James Gunns DC-Film The Suicide Squad.

## Filmografie (Auswahl)
- 1996: Tromeo & Julia
- 1997: Stricken
- 1999: The Auteur Theory
- 1999: Alabama Dreams (Any Day Now, Fernsehserie, eine Folge)
- 1999–2000: Angel – Jäger der Finsternis (Angel, Fernsehserie, 2 Folgen)
- 2000: Brutally Normal
- 2000: The Specials
- 2001: Hinterm Mond gleich links (3rd Rock from the Sun, eine Folge)
- 2000–2007: Gilmore Girls (Fernsehserie, 137 Folgen)
- 2001: Pearl Harbor
- 2001–2002: Going to California (Fernsehserie, vier Folgen)
- 2001: Inside Schwartz (Fernsehserie, eine Folge)
- 2002: Yes Dear (Fernsehserie, eine Folge)
- 2002–2003: Andy Richter und die Welt (Andy Richter Controls the Universe, Fernsehserie, drei Folgen)
- 2005: Jesus, Mary and Joey
- 2007–2008: October Road (Fernsehserie, sechs Folgen)
- 2008: Humanzee! (Fernsehserie, eine Folge)
- 2008: Pants on Fire
- 2008–2009: James Gunn’s PG Porn (Fernsehserie, vier Folgen)
- 2009: True Jackson (True Jackson, VP, Fernsehserie, eine Folge)
- 2010: Super – Shut Up, Crime! (Super)
- 2012: The Giant Mechanical Man
- 2012: Glee (Fernsehserie, eine Folge)
- 2012–2013: New in Paradise (Bunheads, Fernsehserie, 2 Folgen)
- 2012–2013: H+ (Fernsehserie, neun Folgen)
- 2014: Guardians of the Galaxy
- 2014: The Hive
- 2014: Bones – Die Knochenjägerin (Bones, Fernsehserie, Folge 10x05)
- 2016: Super Store (Fernsehserie, eine Folge)
- 2016: A Boy Called Po
- 2016: Ordinary World   2016: Das Belko Experiment (The Belko Experiment)
- 2016: Gilmore Girls: Ein neues Jahr (Gilmore Girls: A Year in the Life, Miniserie, 3 Folgen)
- 2017: Different Flowers
- 2017: Guardians of the Galaxy Vol. 2
- 2018: Avengers: Infinity War (Motion-Capture für Rocket Racoon)
- 2018: Robot Chicken (Fernsehserie, eine Folge)
- 2019: Avengers: Endgame (Motion-Capture für Rocket Racoon und Cameoauftritt)
- 2021: Agnes
- 2021: The Suicide Squad
- 2021: The Rookie (Fernsehserie, Folge 4x06)
- 2021: What If…? (Fernsehserie, Folge 1x02, Stimme)
- 2022: Thor: Love and Thunder
- 2022: The Terminal List (Fernsehserie, Folge 1x03)
- 2022: The Guardians of the Galaxy Holiday Special
- 2023: The Good Doctor (Fernsehserie, eine Folge)
- 2023: Guardians of the Galaxy Vol. 3
- seit 2024: Creature Commandos (Fernsehserie, Stimme)
- 2025: Superman